# 阿姆利則慘案

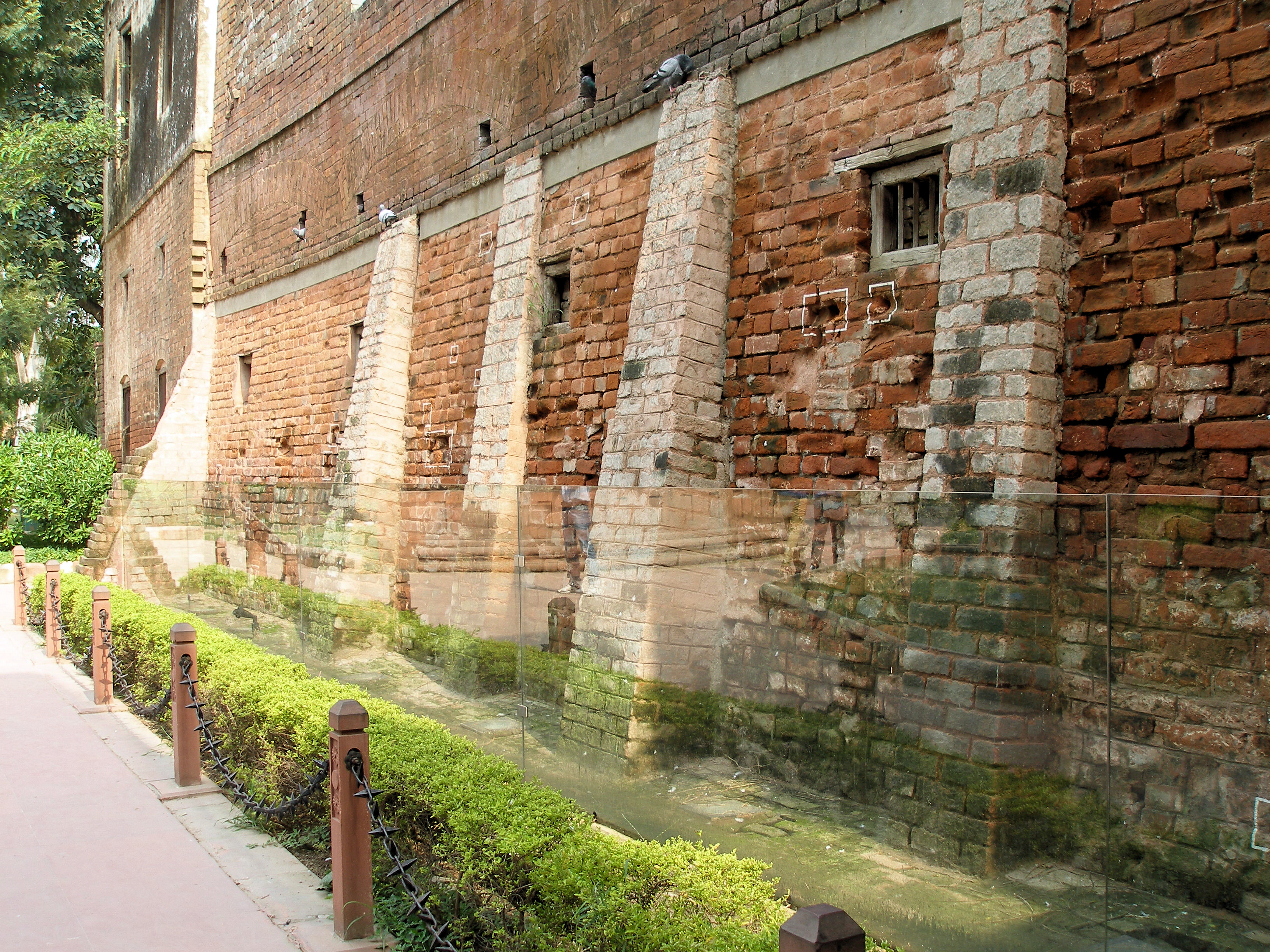
札连瓦拉园内的墙上屠杀留下的子弹痕迹

阿姆利则惨案，又稱札连瓦拉园屠殺，是1919年4月13日在英属印度北部城市阿姆利则的札连瓦拉园中因英國人指揮的軍隊向印度人民開槍而引发的屠殺事件。事件造成上千人伤亡。英属印度政府方面的数字是379人死亡，1100人受伤，而印度国民大会党方面的说法是伤亡者约为1500人，其中约1000人死亡。

## 背景
第一次世界大战期间，雖然英國在戰爭初期曾經擔心印度人會叛變，不過印度的主流政治領袖一開始就支持大英帝國。在戰爭期間，英属印度供應英軍大量的資源和人力。約125萬印度軍人和劳工在歐洲、非洲和中東服役，同時印度的政府和王公們亦輸送大量糧食、資金和軍火。然而，孟加拉和旁遮普仍是印度獨立革命運動的溫床；當時孟加拉的連串革命，加上旁遮普的動盪，幾乎令整個地方行政陷於癱瘓。

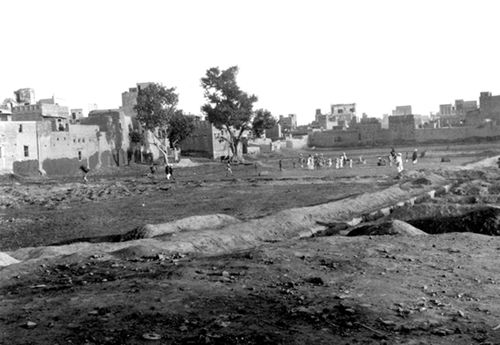
1919年，屠杀发生后数月的札连瓦拉园

1915年2月，英属印度军队中的印度人策划发动的加达尔兵变，是更大范围的印德密谋中一系列密谋里最著名的计划，印德密谋是第一次世界大战中1914年到1917年发动泛印度造反以推翻英属印度统治的密谋。革命者包括印度、美国和德国的印度民族主义者，此外爱尔兰共和主义者及德国外交部也提供帮助。印德密谋在第一次世界大战爆发时便开始酝酿，酝酿者有美国的加达尔党，德国的柏林委员会，英属印度的印度革命家，德国外交部通过驻美国旧金山的领事馆也参与酝酿。英国派情报人员渗透进入加达尔运动，最终挫败了计划中的1915年2月兵变，主要领导人都被逮捕。在驻印度军队中的兵变图谋也被粉碎。

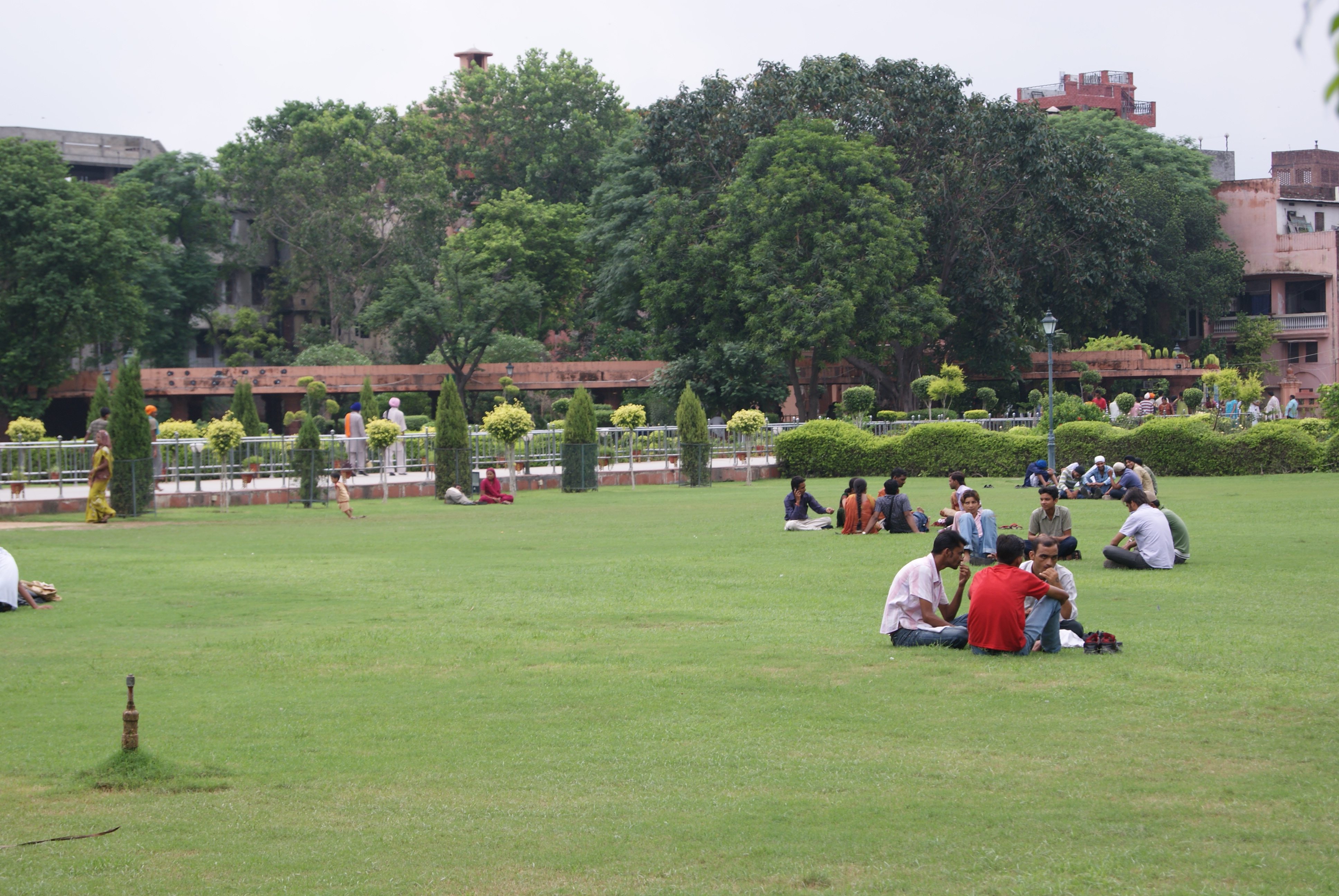
2010年的札连瓦拉园

自从1857年印度民族大起义之后，英国在印度的官员们就惶惶不可终日，总害怕当地人造反。这些官员们相互提醒道，表面上无辜的当地人其实最可疑。当时的调查人员及后来的历史学家都认为，阿姆利则当时发生的各种事件之间并没有密谋联系，但是英国人的恐惧转化为行为——戴尔将军相信正有一个颠覆英国统治的阴谋，之后他在英国被赞扬为预先制止了一场恐怖袭击。1919年《罗拉特法案》通过后发生的一系列事件也是受加达尔兵变的影响。英属印度军队从欧洲和美索不达米亚撤回印度，经济萧条。

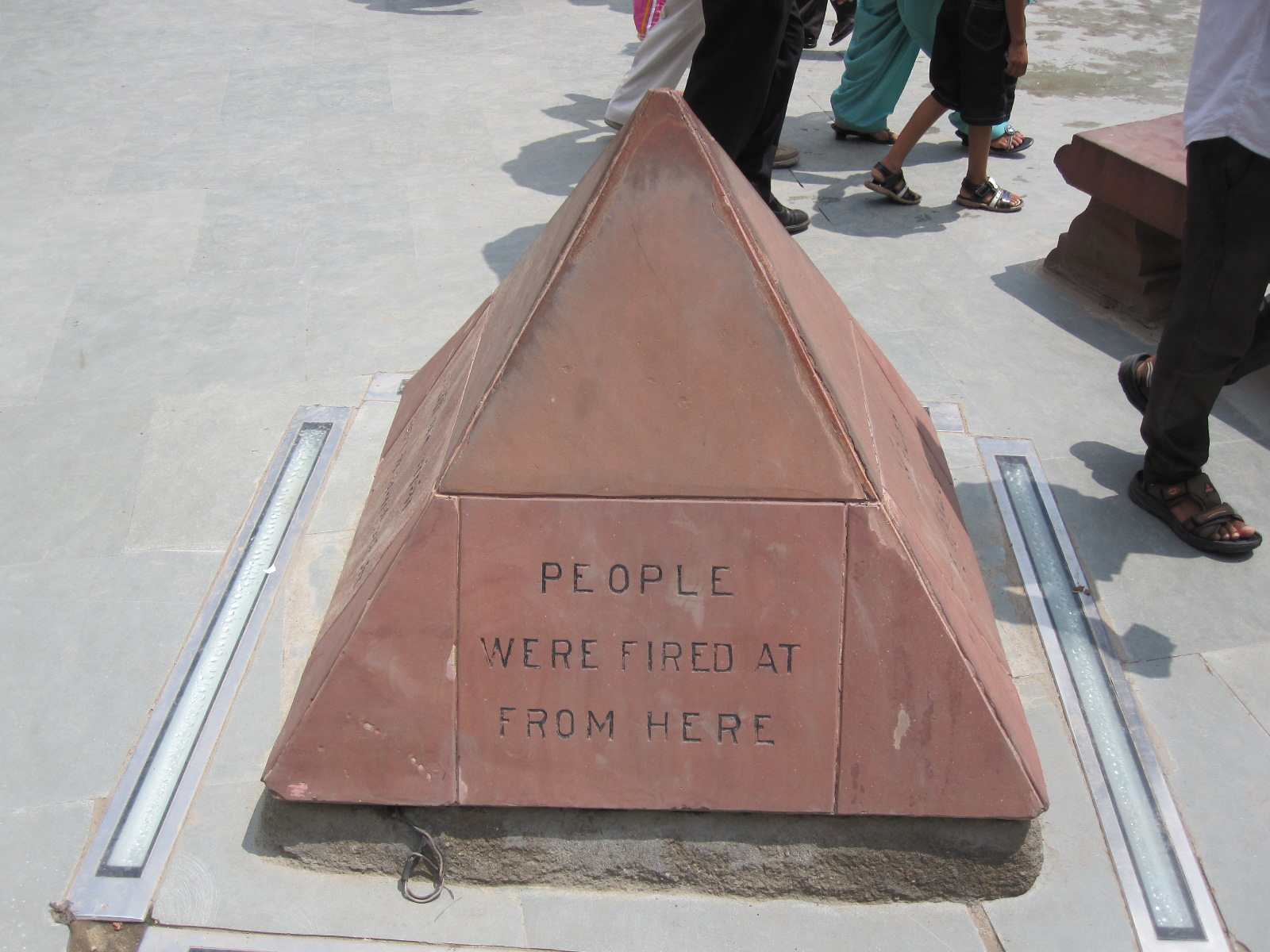
阿姆利則慘案中军队开枪射击之处

1915年的加达尔兵变以及拉合尔阴谋案仍在导致英国人的恐惧。有关为土耳其哈里发而战的旁遮普人青年的谣言，随后是有关俄国内战中红军的谣言，在英国军队圈子里流传甚广。俄国十月革命也对印度人产生了影响。对英国人来说不祥的是，1919年第三次英阿战争爆发，甘地在印度号召人民起来抗议《罗拉特法案》获得了空前热烈的响应，开始了一连串骚乱和抗议。旁遮普的形势迅速恶化，铁路、电报、通信系统中断。
许多英国军官相信骚乱可能发生，他们为最坏的情况做了准备。在阿姆利则，超过15000人聚集到札连瓦拉园。据说英国旁遮普省督迈克尔·奥德怀尔相信了这是要为5月造反而密谋的迹象，5月是英国军队暑期撤往山区的时间。英属印度当局的阿姆利则屠杀以及其前后的反应，却都表明这不是孤立的事件，而是为响应旁遮普省政府镇压这一所谓“密谋”而实施的协调一致的计划。据说詹姆斯·乌斯迈纳·杜布莱认为旁遮普日益紧张的形势中对加达尔起义的恐惧与英国人以屠杀作为反应有直接关系。

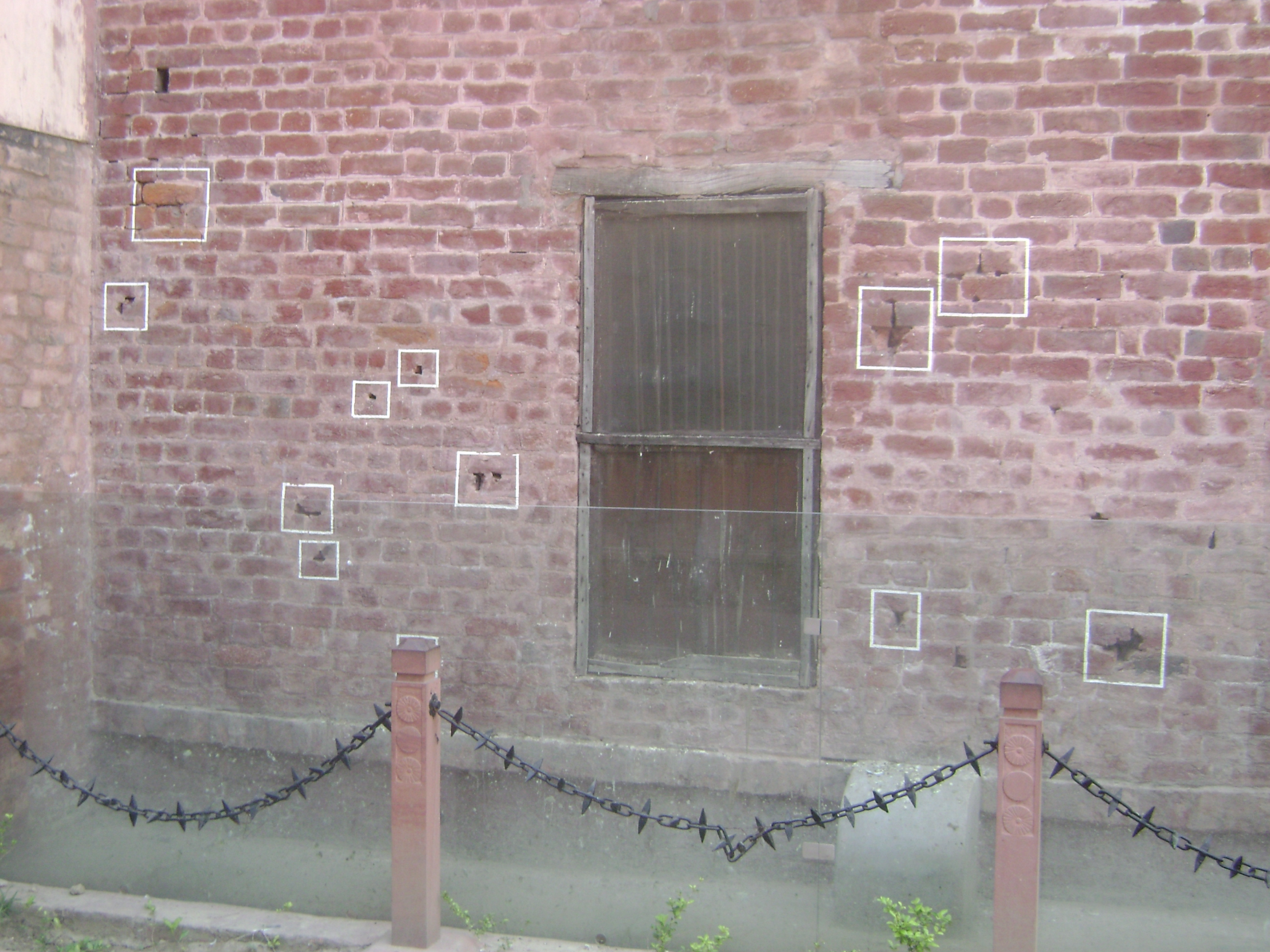
札连瓦拉园内的墙上布满屠杀留下的子弹痕迹

1919年4月10日，在阿姆利则副警察长住处爆发抗议示威。示威要求释放两名知名的印度独立运动领袖萨蒂亚·帕尔（Satya Pal）、赛义夫丁·克其鲁，他们此前被政府逮捕并被关押在一处秘密地点。他们是甘地领导的真理坚固（即非暴力不合作）运动的支持者。政府派出军事警戒队向人群开枪，杀害若干示威者，引发了一连串暴力事件。同日晚些时候，若干银行及其他政府建筑，包括市政厅、火车站在内，都遭到袭击和纵火焚烧。暴力持续并升级，最终有至少5名欧洲人死亡，包括政府雇员和平民。当天军队向示威人群展开报复性射击，8到20人被军队打死。
1919年4月11日，英国传教士玛塞拉·舍伍德（Marcella Sherwood）小姐担心她的学生们的安全，乃关闭学校，将大约600名在该校学习的印度儿童送回家。当在一条狭窄的街道Kucha Kurrichhan内骑车通过时，这位小姐被一个暴民抓住，暴民拉着她的头发把她拖到地上，撕扯衣服并踢打。一些当地印度人从这个暴民手中救了她，其中一个是她的学生的父亲。随后他们把她送到戈宾加尔堡的安全之处。在4月19日看望舍伍德小姐之后，英属印度的地方指挥官戴尔将军签署命令，强迫每个印度人在通过那条街道时都要用双手和双膝爬行。戴尔将军随后向一位英国视察员解释说：“一些印度人在他们的神前脸朝大地爬行。我想让他们知道一位英国女士就如同一个印度教大神一般神圣，因此他们必须也在她面前爬行。”他还授权对靠近英国警察棍棒所及范围内的当地人进行不分青红皂白的公开鞭打。舍伍德小姐后来曾为戴尔将军辩护，将他描述为“旁遮普的‘拯救者’”。
此后两天内，阿姆利则归于平静，但暴力事件在旁遮普其他地方仍在继续。铁路被切断，电报站被捣毁，政府建筑遭纵火，3个欧洲人被杀。到4月13日，政府决定在旁遮普大部分地区实施戒严。立法限制大量公民自由，包括集会自由，四人以上的集会被禁止。

## 屠殺

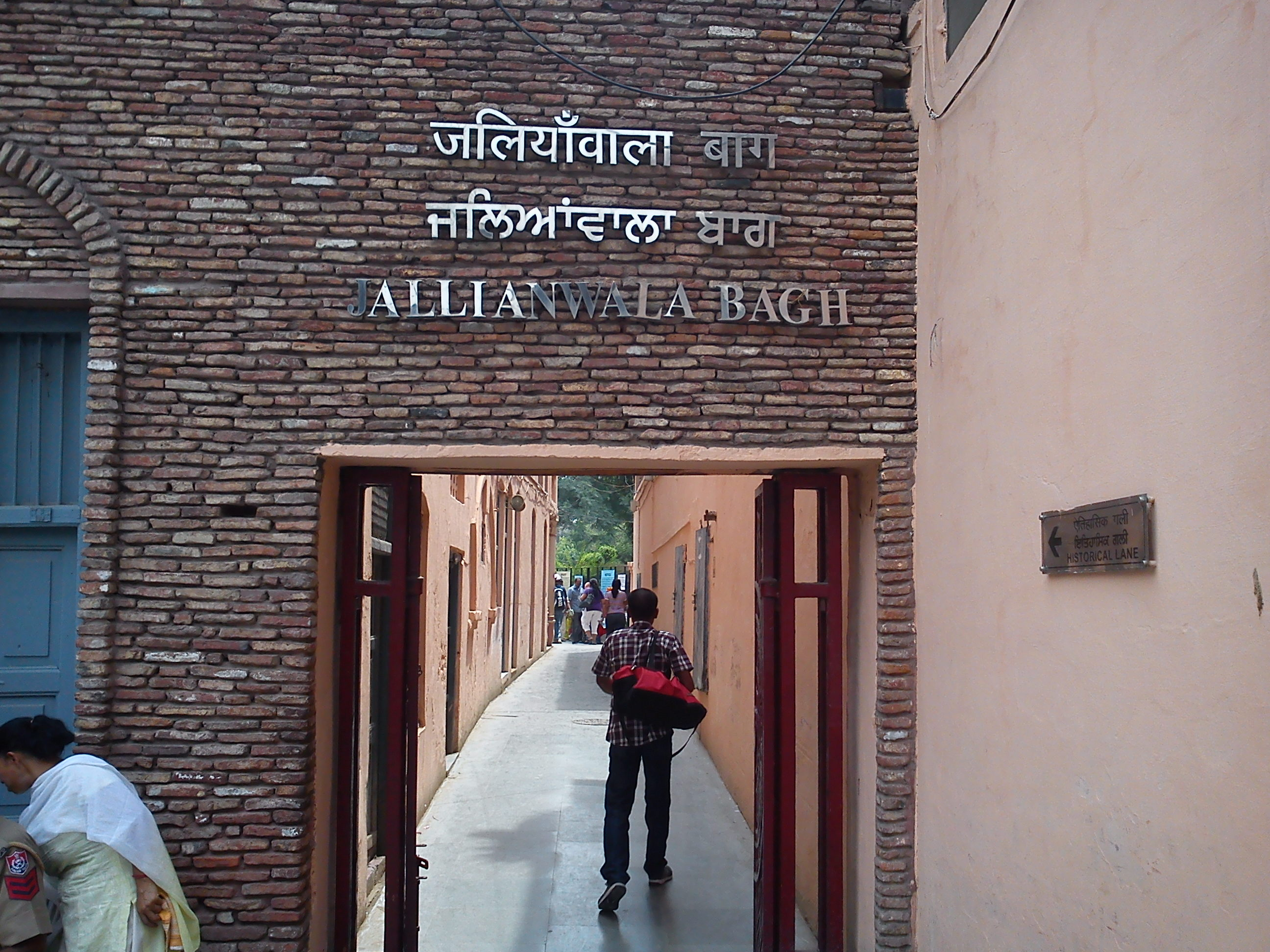
進入札連瓦拉園的狹窄通道

1919年4月13日（星期日），英國的雷吉纳德·戴尔將军听说有一个大规模暴动正在酝酿，于是他发出禁令，取消所有集会。但该禁令没有传开，很多人不知道有禁令。大批锡克人群眾不理會當局禁令，在札連瓦拉園举行群众集會，反对英属印度当局已经实施的《罗拉特法案》。由於當天是锡克教的主要節日光明节（Baisakhi），所以有一些不是參加集會的人也來聚集觀看。

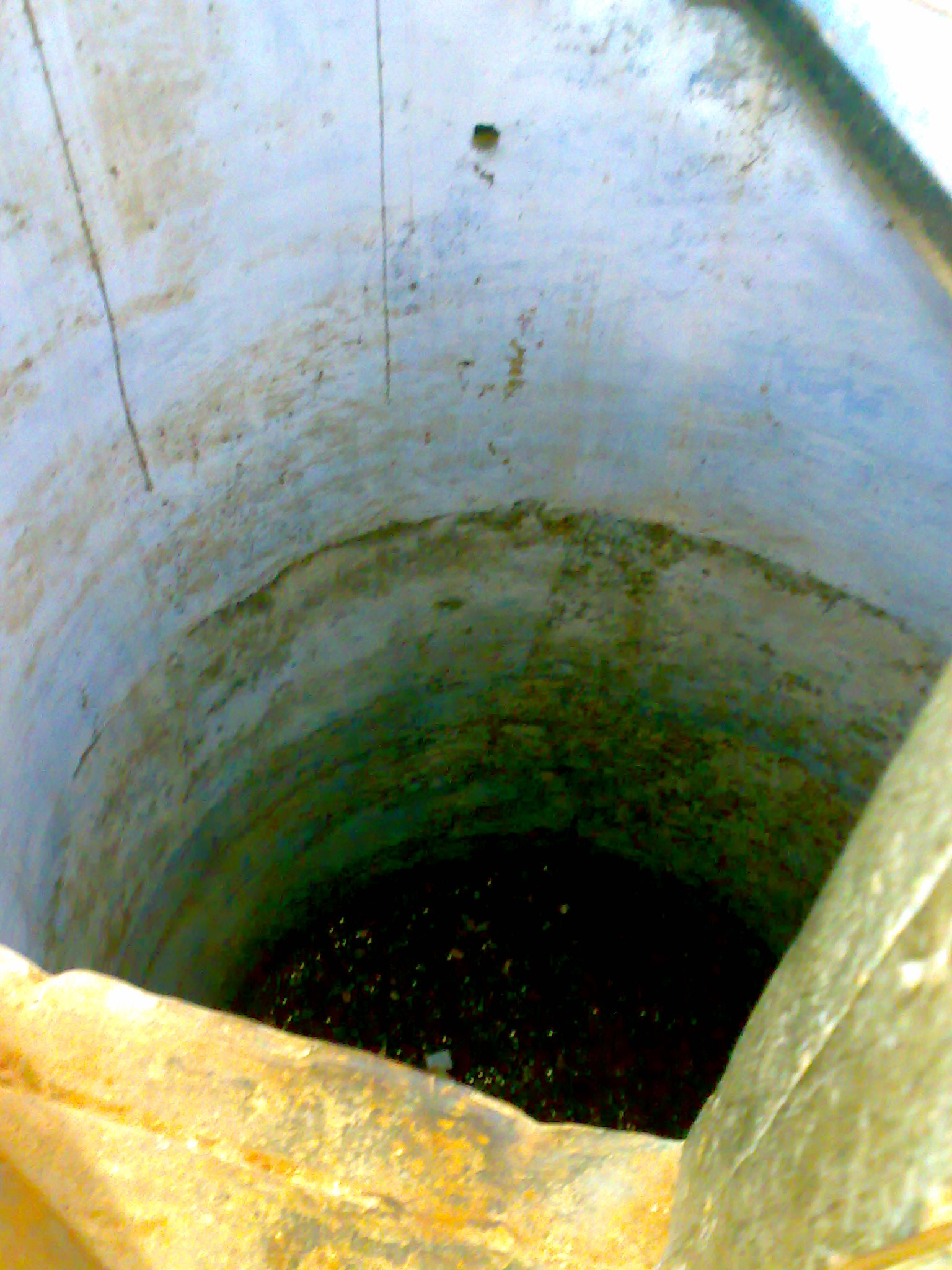
札连瓦拉园内的“殉难者井”，阿姆利则惨案中大批群众掉入该井身亡

当天下午，戴爾率领50个廓尔喀步兵抵達札連瓦拉園，封鎖主要出口，在该园四周的高处架设機關槍，沒有先行警告在場群眾散去就下令士兵以機關槍向人群掃射。扫射持续大约10分钟，直到子彈差不多耗盡才停止。事后戴尔认为總共射出約1650發子彈，这似乎是根据部队捡拾的空弹壳统计出来的。
札连瓦拉园内，有成百上千的群众被子弹击中。受伤群众被送往医院後得不到及时救治。札连瓦拉园仅有两条通向市区的狭窄道路，其中一条路上堆放着机器，另一条路的中央有一口水井。不少人跳進这口水井躲避子彈，結果溺斃，事後在井裡找出超过一百具屍體。（另有说法认为有数十人死在该井。）

## 事后
札连瓦拉园的屠杀震惊了整个印度。仅仅2天后的1919年4月15日，古吉兰瓦拉就爆发了抗议此次屠杀的示威，政府派出警察和飞机镇压示威群众，打死12人，打伤27人。札连瓦拉园的屠杀不仅激起了印度民众的强大反抗，就连本来支持英国的一些印度上层人士也转而反对英国。比如尼赫鲁的父亲彻底改变了对英国人的态度，将家中含英国印记的物品焚烧殆尽。印度独立运动之父甘地曾表示，这起屠杀事件动摇了英帝国的根基。此次屠杀激发了包括锡克人在内的印度人民参加印度独立运动。锡克人此後组织了各种社团，反抗英国统治，後来这些社团发展为阿卡利党。

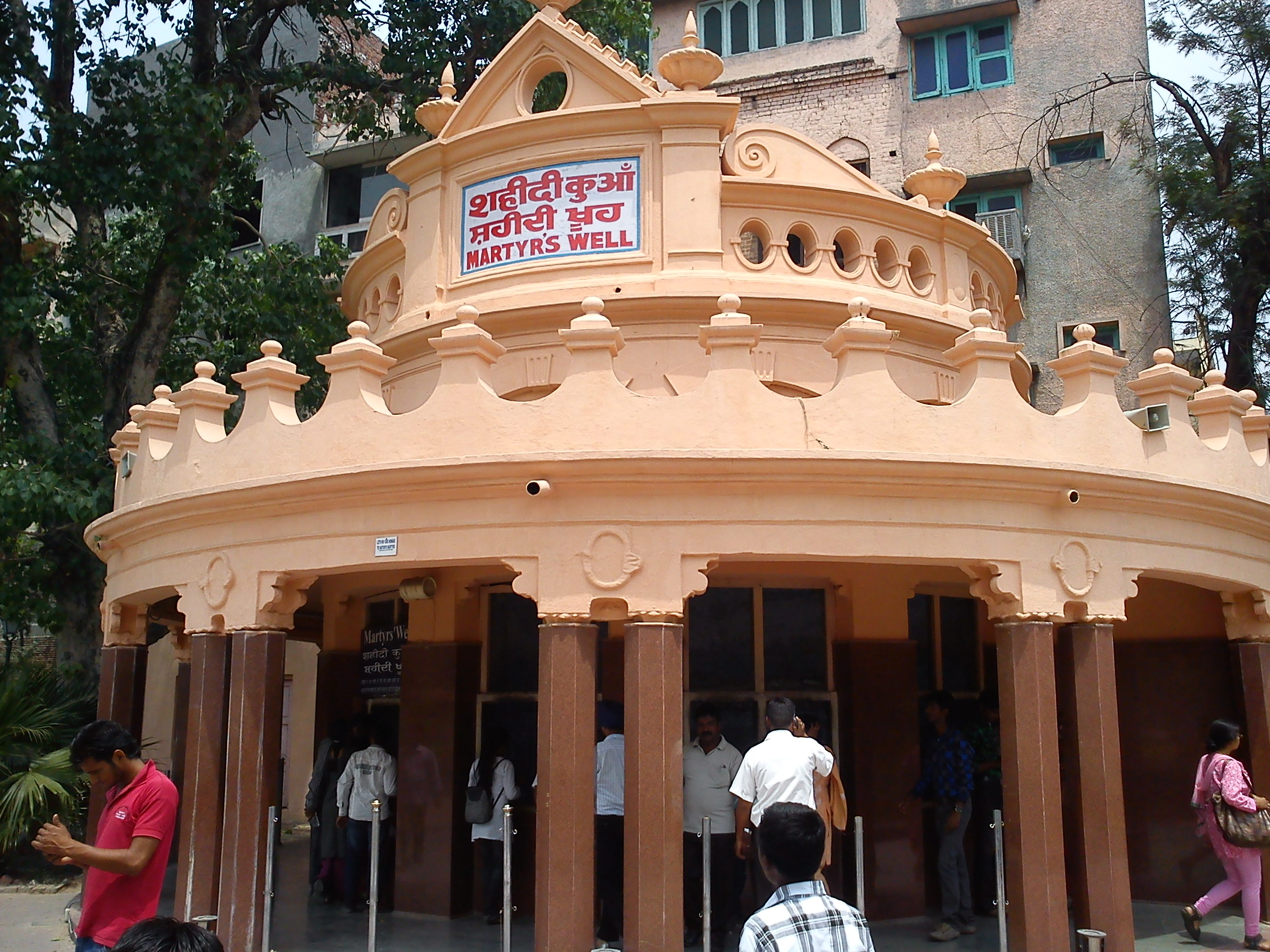
如今“殉难者井”被井亭保护，亭上写有“殉难者井”的字样

1919年5月22日，印度诗人泰戈尔获悉这次屠杀的消息。他试图在加尔各答召开一次抗议集会，但最终决定放弃英国爵位以作为“象征抗议的行动”。1919年5月30日他致信切姆斯福德勋爵宣布放弃爵位，并严厉谴责此次屠杀。
1919年10月14日，在印度事务大臣埃德温·塞缪尔·蒙塔古发布命令后，英属印度政府成立了一个“骚乱调查委员会”（Disorders Inquiry Committee），对该事件展开调查。该委员会主席为威廉·亨特勋爵，所以该委员会后来被俗称为“亨特委员会”（Hunter Commission）。1919年11月19日，戴尔将军被传至该委员会接受调查。尽管戴尔在军队中的上级曾建议他最好让法律顾问代表他出席，但戴尔拒绝了这个建议并独自出席。经过问询，戴尔被委员会同意离开。在接下来的几个月里，委员会撰写了最终报告。同时，鉴于屠杀的规模之大及对英国统治印度造成的损害，再加上对戴尔在委员会问询中所持强硬立场不满，英国媒体以及许多国会议员转而敌视戴尔。1920年3月8日，委员会的最终报告公布，委员会一致谴责了戴尔的行为。报告原文为：“他随心所欲地持续射击，在我们看来，戴尔将军犯了一个严重的错误。”“戴尔将军认为他是在镇压叛乱，迈克尔·奥德怀尔先生也持相同观点。（但）并不存在需要镇压的任何叛乱。”该委员会没有作出任何处罚，因为戴尔的行动受到其不同上级的纵容（后来军事委员会也支持戴尔）。
戴尔起初受到英国保守派的称赞，但1920年7月却被英国下议院谴责并强迫退休。1920年7月8日，温斯顿·丘吉尔督促下议院惩罚戴尔。丘吉尔成功劝说下议院强迫戴尔退休，但丘吉尔其实更想看到戴尔受处罚。戴尔成了绝大部分和英属印度有联系的英国人眼中的英雄，例如英国上议院，但在下议院则不受欢迎，下议院两次投票反对戴尔。这起屠杀引起了英国对英属印度军队职责的重新审视，并推出了新的“最低武力”政策，军队也接受重新训练以学习如何适当应对需要控制人群的局面。一些历史学家认为，这次屠杀是终结英国对印度统治的关键一步。
1912年到1919年担任旁遮普省督的迈克尔·奥德怀尔支持戴尔将军，声称这次屠杀是一次“正确的”行动。如今一些历史学家认为，奥德怀尔策划了这次屠杀并令戴尔将军执行。许多印度人指责奥德怀尔。由于奥德怀尔在这次屠杀中所起的作用，1940年奥德怀尔在英国伦敦被锡克人乌德哈姆·辛格报复性刺杀。
屠杀后不久，金庙的锡克教神职人员便授予戴尔将军“萨罗帕”（Saropa）头衔（代表对锡克教信仰乃至对整个人类作出杰出贡献），这引起了锡克人的极度震惊。1920年10月12日，阿姆利则哈尔萨学院（Amritsar Khalsa College）的师生召开会议，要求马汉特们立即交出各个谒师所。结果1920年11月15日成立了最高谒师所管理委员会，统一管理所有谒师所，并推动锡克教机构的改革。

## 纪念

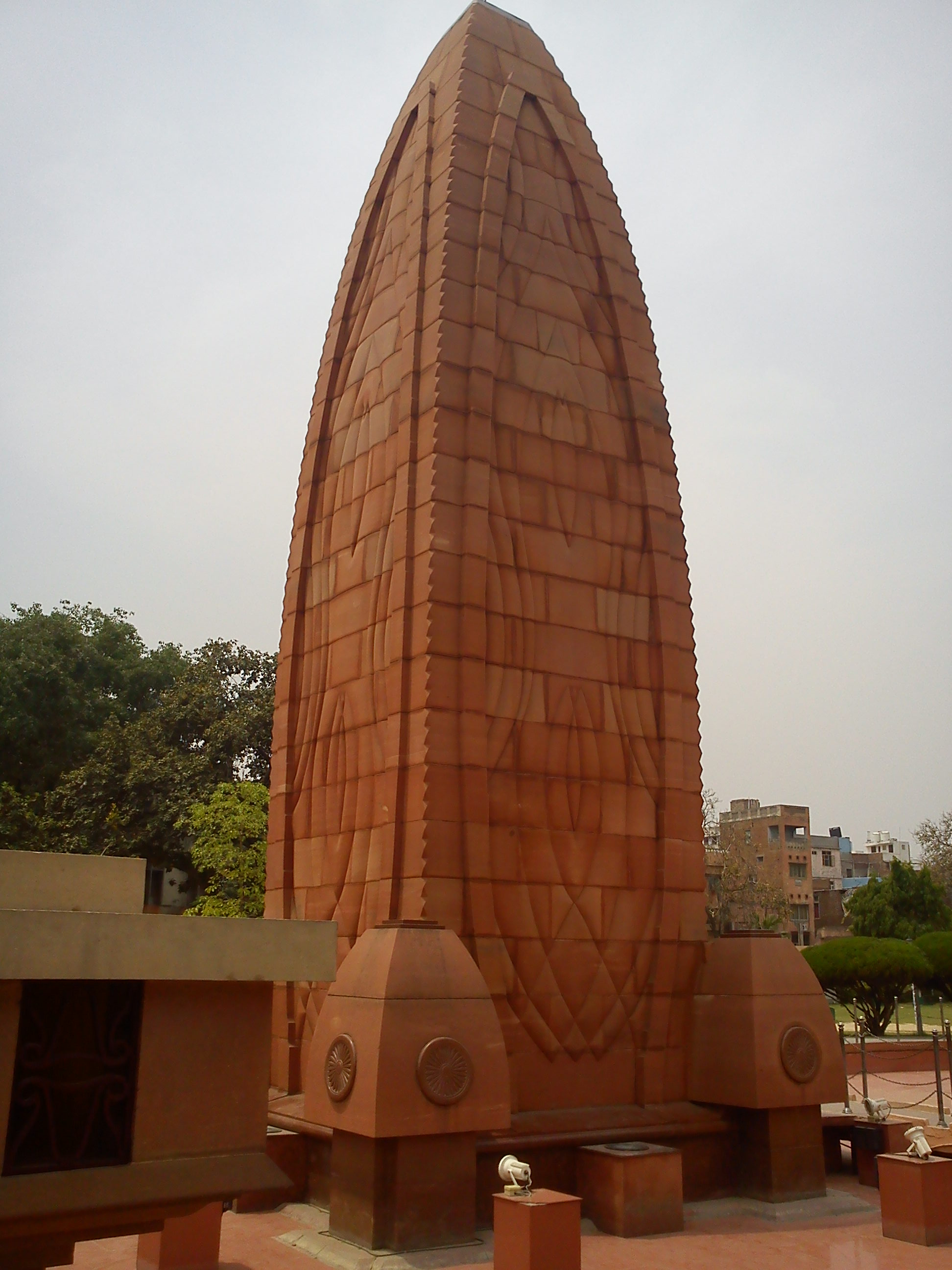
札连瓦拉园纪念碑

1920年，在印度国民大会党通过决议后，一个基金会成立，以在札连瓦拉园建设一座纪念碑。1923年，该基金会购买了土地。1961年4月13日，由美国设计师本杰明·波尔克（Benjamin Polk）设计的纪念碑在这块地上树立，印度总统拉金德拉·普拉萨德为纪念碑揭幕，尼赫鲁等印度领导人出席。后来这里还增设了火焰。

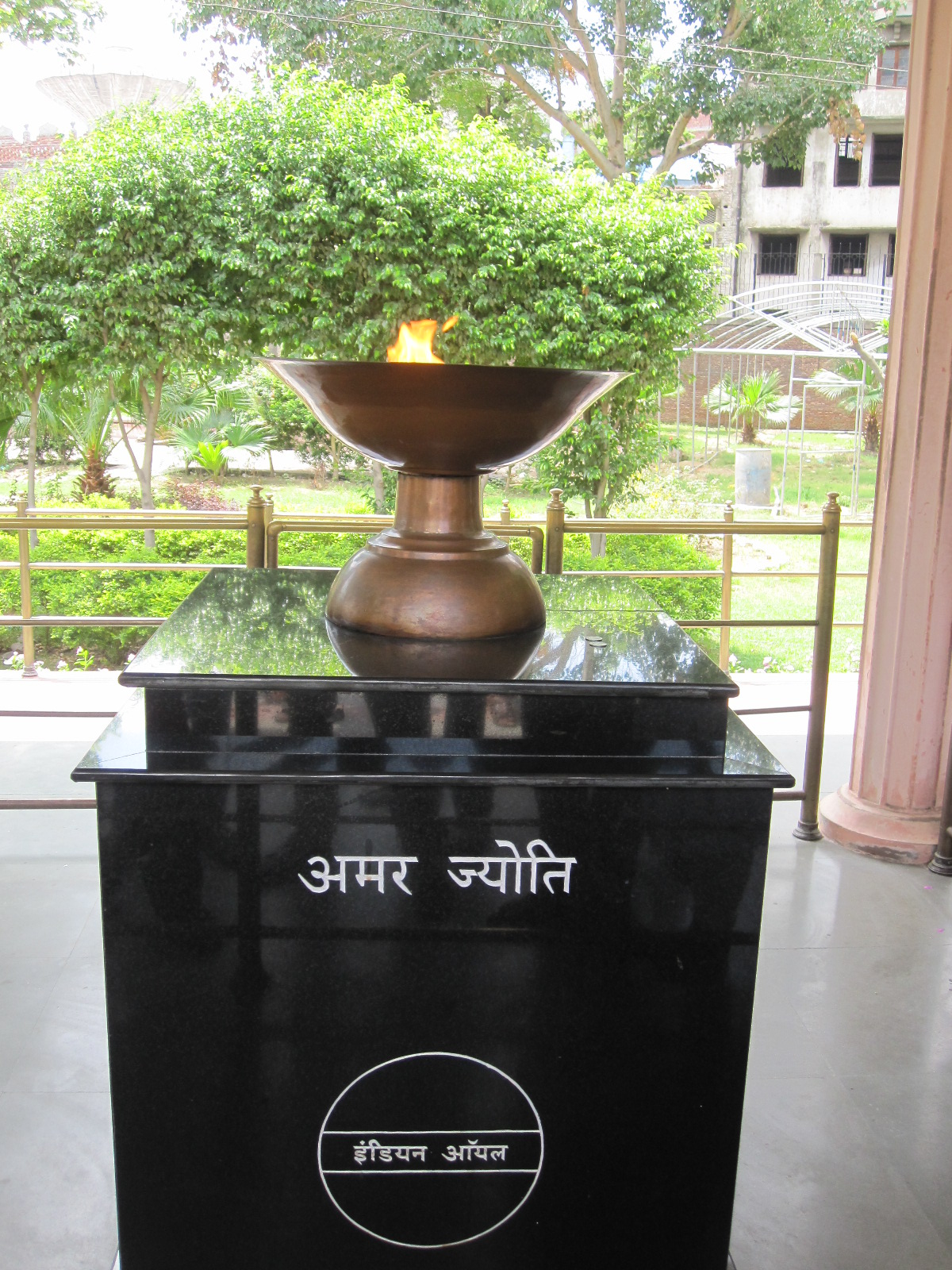
札连瓦拉园内的“不朽之火”（Amar jyoti）

在1961年、1983年对印度的国事访问中，英国女王伊莉莎白二世对这起屠杀没有发表任何看法。1997年10月13日，她在访问印度期间，在印度举行的国宴上致辞，首次谈及这次屠杀。1997年10月14日，她首次访问札连瓦拉园。在该园默哀30秒。她还在瞻仰札连瓦拉园纪念碑时赤足献上花圈。当天她穿了一身藏红花色衣服，这是锡克教中带有宗教意义的颜色。尽管她表现出的哀思受到一些印度人欢迎，但其他印度人则批评她没有道歉。印度总理因德尔·库马尔·古杰拉尔不得不出面为英国女王缓颊称，事件发生时女王还没出世，她对此事没有责任。
2013年2月20日，英国首相卡梅伦访问札连瓦拉园，这是卡梅伦对印度的三天正式访问的最后一站。他形容这起事件“非常可耻”，但未就此事向印度民众公开道歉。卡梅伦是历史上第一位到访札连瓦拉园的英国首相。